# Épiphanie (sentiment)

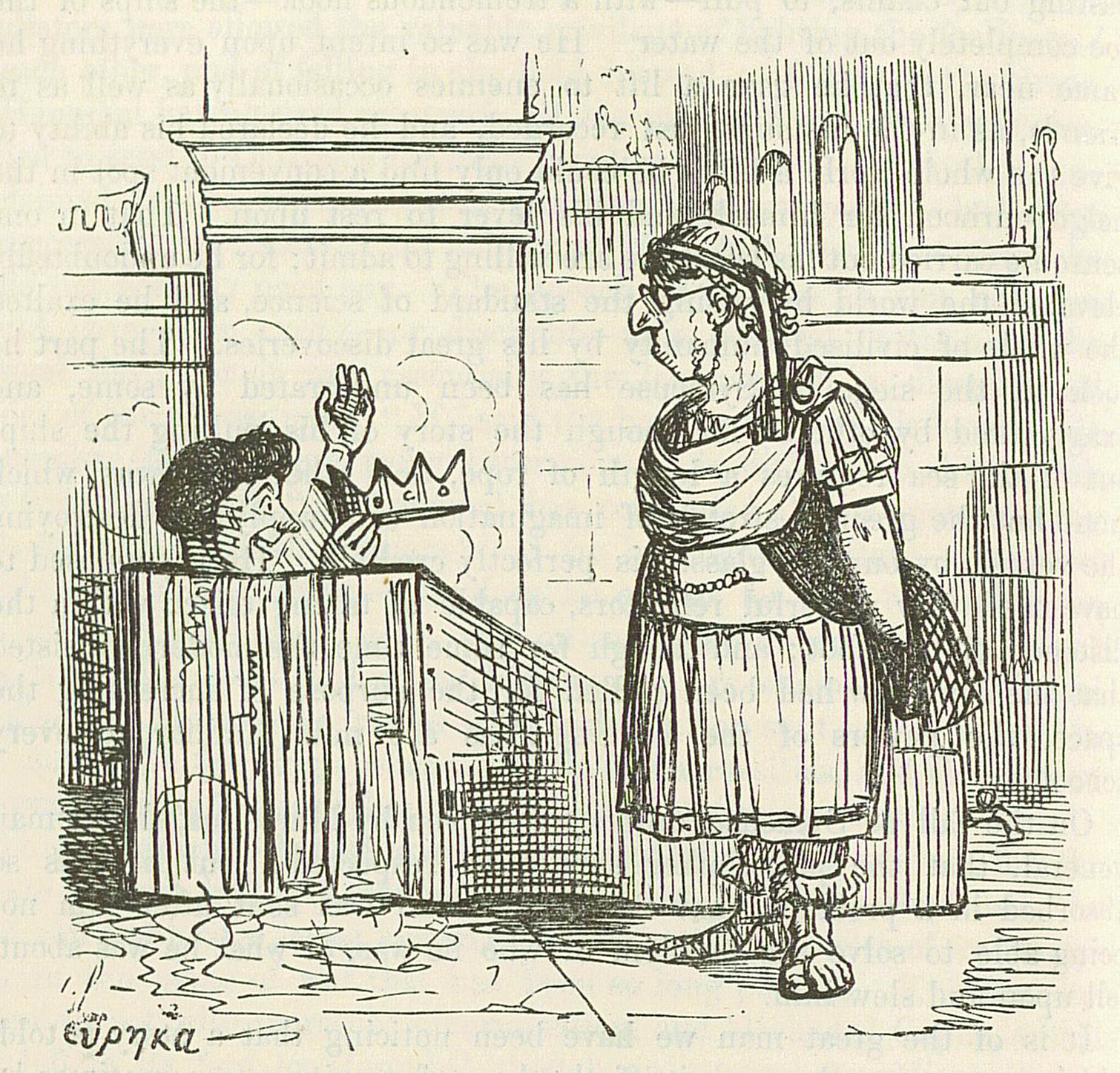
Dessin de John Leech, "Archimède prend un bain chaud et Eurêka !"

Pour les articles homonymes, voir Épiphanie (homonymie).
Ne doit pas être confondu avec l'apophénie.
L'épiphanie (du grec ancien ἐπιφάνεια, epiphaneia, « manifestation, apparition soudaine ») est la compréhension soudaine de l'essence ou de la signification de quelque chose.
Le terme peut être utilisé dans un sens philosophique ou littéral pour signifier qu'une personne a « trouvé la dernière pièce du puzzle et voit maintenant la chose dans son intégralité », ou a une nouvelle information ou expérience, souvent insignifiante en elle-même, qui illumine de façon fondamentale l'ensemble.
Les épiphanies en tant que compréhensions soudaines ont rendu possible des percées dans le monde de la technologie et des sciences. Une épiphanie célèbre est celle d'Archimède, qui lui inspira son fameux Eurêka ! (J'ai trouvé !).